# WHB (Hörfunksender)
WHB („Sports Radio 810 WHB“) ist ein US-amerikanischer Hörfunksender. Die kommerzielle Clear-Channel-Station sendet ihr Sportprogramm aus Kansas City. Die Studios befinden sich in Overland Park, Kansas, ebenso wie die Firmenzentrale der Muttergesellschaft, Union Broadcasting.
WHB wurde von Sam Adair und John T. Schilling gegründet und ging am 10. April 1922 auf 833 kHz in Betrieb. Der Sender ist damit Kansas’ zweitältester Radiosender.
Die fünf direktionalen Sendeantennen befinden sich entlang des Interstate Highway 435 in Northland. Gesendet wird als Klasse-A-Station mit 50 kW auf 810 kHz.